# Scrapy
Da non confondersi con Scrapie
Scrapy (/ˈskreɪpaɪ/ SKRAY-PEYE ) è un framework open source per web-crawling scritto in Python. Originariamente creato per web scraping può essere anche utilizzato per estrarre dati usando delle API oppure come un web-crawler general-purpose. È mantenuto da Scrapinghub Ltd., uno sviluppatore di web-scrapers e compagnia di servizi.
L'architettura del progetto di Scrapy consiste in "ragni", che sono web-crawler che sono dati un set di istruzioni. Seguendo lo spirito di framework don't repeat yourself, come Django, rende semplice costruire e scalare progetti di crawling grandi, concedendo agli sviluppatori di riutilizzare il loro codice. Scrapy offre anche una shell per web-crawling, che può essere usata dagli sviluppatori per testare delle assunzioni su un comportamento di un sito. Alcune compagnie conosciute utilizzano Scrapy come: Lyst, Parse.ly, Sayone Technologies, Sciences Po Medialab, Data.gov.uk.

## Storia
Scrapy fu creato dalla compagnia francese Mydeco, dove fu sviluppato e mantenuto dagli impiegati di Mydeco e Insophia (una compagnia consulente in Montevideo, Uruguay). La prima versione pubblica venne rilasciata nell'agosto 2008 con la Licenza BSD, con il rilascio della versione 1.0 nel giugno 2015. Nel 2011, Scrapinghub divenne il mantenitore ufficiale.